# Шкрібляк Дмитро Олександрович
Дмитро́ Олекса́ндрович Шкрібля́к (* 19 травня 1993, с. Криворівня, Верховинський район, Івано-Франківська область, Україна — † 22 травня 2014, поблизу смт Ольгинка, Волноваський район, Донецька область, Україна) — солдат Збройних сил України, учасник російсько-української війни.

## Життєпис
Дмитро Шкрібляк народився 19 травня 1993 року в селі Криворівня Верховинського району Івано-Франківської області. У 1998 році родина переїхала до села Іллінці Снятинського району, де у 2009 році Дмитро закінчив 9 класів загальноосвітньої школи. Продовжив навчання в професійно-технічному училищі № 8 міста Чернівці, яке закінчив у 2011 році, здобувши професію «Кухар, кондитер».
З 11.04.2011 по 11.10.2012 року проходив строкову військову службу на посаді заступника командира бойової машини 72-ї механізованої бригади, в/ч А2167, м. Біла Церква. Після демобілізації їздив на заробітки.
10 квітня 2014 року призваний до лав Збройних сил за частковою мобілізацією.
Солдат, розвідник-снайпер розвідувального взводу 3-го механізованого батальйону 51-ї окремої механізованої бригади, в/ч А2331, м. Володимир-Волинський.
Разом із підрозділом у травні 2014 року ніс службу на блокпосту № 10 поблизу смт Ольгинка Волноваського району. Уранці між 4 та 6 годинами 22 травня 2014 року блокпост був атакований проросійськими сепаратистами «ДНР», які під'їхали на інкасаторських машинах, та почали несподіваний масований обстріл із вогнепальної зброї, у тому числі з кулеметів, мінометів, РПГ, ПЗРК. Дмитро Шкрібляк та ще двоє бійців заскочили в БМП і почали відстрілюватись. Один із зарядів влучив у бойову машину, здетонував боєкомплект, що призвело до збільшення людських втрат внаслідок вибуху. У цьому бою загинули 16 бійців 51-ї бригади. 14 жовтня в госпіталі від поранень помер 17-й боєць.
27 травня 2014 рок оголошено Днем трауру на території Снятинського району, Дмитра поховали на кладовищі села Іллінці. Залишились батьки Олександр і Галина, брат Олександр і сестра Тетяна.

## Нагороди
4 червня 2015 року Указом Президента України разом із іншими бойовими побратимами, які загинули із Дмитром Шкрібляком у бою під Волновахою, за особисту мужність і високий професіоналізм, виявлені у захисті державного суверенітету та територіальної цілісності України, вірність військовій присязі, нагороджений медаллю «Захиснику Вітчизни».